# Глобальная хартия Зелёных
Глобальная хартия Зелёных — документ, который был согласован 800 делегатами из Зелёных партий 70 стран на первом собрании Глобальных Зелёных в Канберре (Австралия) в апреле 2001 года.
Подписавшие хартию партии и политические движения заявляют о своей приверженности глобальному партнёрству и шести руководящим принципам. Эти принципы следующие:
- Экологическая мудрость
- Социальная справедливость
- Партисипативная демократия
- Ненасилие
- Устойчивость
- Уважение к разнообразию

Хартия описывает эти принципы и предлагает десять ключевых областей политического действия, следующих из данных принципов.

## Экологическая мудрость
Экологическая мудрость была сформулирована в этом документе следующим образом:
Мы признаём, что человеческие существа являются частью природного мира, и мы уважаем особые ценности всех форм жизни, включая нечеловеческие её формы.
Мы признаём мудрость туземных народов мира, как хранителей земли и её ресурсов.
Мы признаём, что человеческое общество зависит от экологических ресурсов планеты и должно обеспечивать целостность экосистем, сохранять биоразнообразие и гибкость поддерживающих жизнь систем.
Это требует:
- чтобы мы учились жить в рамках экологических и ресурсных ограничений планеты
- чтобы мы защищали животную и растительную жизнь, и жизнь как таковую, которая поддерживается природными элементами: землёй, водой, воздухом и солнцем
- чтобы там, где знание ограничено, мы избирали бы путь осторожности, чтобы обеспечить продолжающееся изобилие ресурсов планеты для настоящих и будущих поколений.

## Социальная справедливость
Социальная справедливость была сформулирована в этом документе следующим образом:
Мы утверждаем, что ключ к социальной справедливости — равное распределение общественных и природных ресурсов (как на местном уровне, так и глобально) для безусловного обеспечения основных человеческих нужд и ради обеспечения всех граждан всеми возможностями для личного и общественного развития.
Мы заявляем, что без справедливости в отношении окружающей среды нет социальной справедливости, и что справедливости в отношении окружающей среды нет без социальной справедливости.
Это требует:
- справедливой организации мира и стабильной мировой экономики, которая преодолела бы расширяющийся разрыв между богатыми и бедными, как внутри, так и между странами; баланса потока ресурсов из Юга на Север; и снятия долгового бремени с бедных стран, которое препятствует их развитию
- искоренения бедности как этический, социальных, экономический и экологический императив
- устранение неграмотности
- нового видения гражданства, построенного на равных правах для всех индивидов вне зависимости от пола, расы, возраста, религии, класса, этнического или национального происхождения, сексуальной ориентации, ограниченности возможностей, богатства или здоровья.

## Партисипативная демократия
Партисипативная демократия была сформулирована в этом документе следующим образом:
Мы стремимся к демократии, в которой все граждане имеют право выражать свои взгляды и могут принимать прямое участие в экологических, экономических, социальных и политических решениях, которые затрагивают их жизни; так что власть и ответственность концентрируются в местных и региональных общинах, и делегируются на более высокие уровни правления, только если это действительно необходимо.
Это требует:
- реализации индивидуальных возможностей посредством доступа ко всей релевантной информации, требуемой для вынесения любого решения, а также посредством доступа к образованию, чтобы обеспечить участие всех
- устранения неравенств богатства и власти, которые препятствуют равноправному участию всех
- выстраивания низовых институтов, которые делают возможным принятие решений на соответствующем уровне напрямую теми, кого затрагивают решаемые вопросы, на базе систем, которые поощряют гражданское действие, добровольное участие и общинную ответственность
- сильной поддержки голоса молодёжи, посредством образования, поощрения и помощи в вовлечении молодёжи во все аспекты политической жизни, включая их участие в органах, принимающих решения
- того, чтобы все избранные представители были привержены принципам прозрачности, правдивости и подотчётности в правлении
- того, чтобы все избирательные системы были прозрачными и демократическими, и чтобы данное положение было подкреплено законами
- того, чтобы во всех избирательных системах каждый взрослый человек обладал равным голосом
- того, чтобы все избирательные системы были основаны на пропорциональном представительстве, и чтобы все выборы финансировались общественностью со строгим ограничением и полной прозрачностью в случае корпоративных и частных пожертвований
- того, чтобы все граждане имели право быть членами политической партии по их собственному выбору внутри многопартийной системы.

## Ненасилие
Ненасилие было сформулировано в этом документе следующим образом:
Мы заявляем о нашей приверженности ненасилию и стремлению к культуре мира и сотрудничества между государствами, внутри обществ и между индивидами в качестве базиса глобальной безопасности.
Мы верим, что безопасность не должна основываться преимущественно на военной мощи, но на сотрудничестве, здоровом экономическом и общественном развитии, экологической безопасности и уважении к правам человека.
Это требует:
- тщательно разработанной концепции глобальной безопасности, которая ставит своим приоритетом общественным, экономическим, экологическим, психологическим и культурным аспектам конфликта вместо концепции, основанной преимущественно на балансе военной силы
- глобальной системы безопасности, способной предотвращать конфликты, управлять ими и разрешать их
- устранения причин войны посредством понимания и уважения других культур, искоренения расизма, продвижения свободы и демократии, прекращения глобальной бедности
- преследования к всеобщему и полному разоружению, включая международные соглашения, утверждающие полный и окончательный запрет ядерного, биологического и химического оружия, противопехотных мин и оружия с обеднённым ураном
- укрепления Организации Объединённых Наций (ООН) как глобальной организации управления конфликтами и миротворчества
- стремления к строгому кодексу поведения в отношении экспорта вооружений в страны, где нарушаются права человека.

## Устойчивость
Устойчивость была сформулирована в этом документе следующим образом:
Мы признаём ограниченные масштабы материального расширения человеческого общества в рамках биосферы и необходимость поддержания биосферы посредством устойчивого использования возобновляемых ресурсов и ответственного использования невозобновляемых ресурсов.
Мы верим, что для достижения устойчивости, а также для обеспечения нужд нынешних и будущих поколений с учётом конечных ресурсов Земли, продолжающийся рост глобального потребления, населения и материального неравенства должен быть остановлен и повёрнут вспять.
Мы признаём, что устойчивость не будет достижима, пока существует бедность.
Это требует:
- обеспечения ограничения богатыми своего потребления, чтобы позволить бедным получить свою справедливую долю ресурсов Земли
- переформулировки концепции богатства с целью фокусировки на качестве жизни, а не на способности к чрезмерному потреблению
- создания мировой экономики, которая ставит своей целью удовлетворение потребностей всех, а не жадности немногих; а также помогает живущим в настоящее время обеспечивать свои потребности, не ставя под угрозу возможность будущих поколений удовлетворить свои собственные потребности
- искоренения причин роста населения путём обеспечения экономической безопасности и предоставления доступа к базовым образованию и здравоохранению для всех; вручая и мужчинам, и женщинам бо́льший контроль за их способностью к продолжению рода
- переопределения ролей и ответственностей транснациональных корпораций во имя поддержания принципов устойчивого развития
- внедрения механизмов налогообложения (наряду с регулированием) спекулятивных финансовых потоков
- обеспечения полного включения всех экологических стоимостей производства и потребления в рыночные цены товаров и услуг
- достижения бо́льшей энерго- и ресурсоэффективности, а также разработки и использования экологически устойчивых технологий
- поощрения местного самообеспечения до максимально возможного, но практически удобного предела ради создания достойных сообществ
- признания ключевой роли молодёжной культуры и поощрения этики устойчивости в рамках этой культуры.

## Уважение к разнообразию
Уважение к разнообразию было сформулировано в этом документе следующим образом:
Мы чтим культурное, лингвистическое, этническое, сексуальное, религиозное и духовное разнообразие в контексте индивидуальной ответственности по отношению ко всем существам.
Мы защищаем право всех личностей, без дискриминации, на окружающую среду, поддерживающую их достоинство, телесное здоровье и духовное благополучие.
Мы продвигаем построение уважительных, позитивных и ответственных отношений через линии разделения в духе многокультурного общества.
Это требует:
- признания прав туземных народов на основные средства их выживания, как экономического, так и культурного, включая права на землю и на самоопределение; а также признания их вклада в общее наследие национальной и глобальной культуры
- признания прав этнических меньшинств на развитие их культуры, религии и языка без дискриминации, и на полное юридическое, социальное и культурное участие в демократическом процессе
- признания и уважения сексуальных меньшинств
- равенства между женщинами и мужчинами во всех сферах социальной, экономической, политической и культурной жизни
- значительного вовлечения молодёжной культуры как ценного вклада в наше Зелёное видение и признания того, что молодёжь имеет особые потребности и способы их выражения.